# ティル・ザ・ワールド・エンズ
「ティル・ザ・ワールド・エンズ」(Till the World Ends)は、アメリカ合衆国の音楽家ブリトニー・スピアーズによる楽曲。彼女の7枚目のスタジオ・アルバム『ファム・ファタール』から2枚目のシングルとしてリリースされた。「ティル・ザ・ワールド・エンズ」はドクター・ルークとアレキサンダー・クロンランド、マックス・マーティン、ケシャによって作曲され、プロデュースをドクター・ルーク、マーティン、ビルボードが行った。楽曲は2011年3月3日にリークされ、翌日にデジタル・ダウンロードが開始された。楽曲はエレクトロのビートとチャントコーラスを持つアップ・テンポのダンスポップ及びエレクトロポップの楽曲構成で、スピアーズが終わりの時までダンスについて歌う内容になっている。「ティル・ザ・ワールド・エンズ」は大部分の批評家から肯定的評価を受け、ある批評家はこの曲は人々を魅了するダンストラックであり、アンセム性があるとして敬意を表した。
この楽曲には複数のリミックスが存在する。「ティル・ザ・ワールド・エンズ」のボリウッド・リミックスはインドの音楽プロデューサー・デュオサリーム・スライマーン・マーチャントにより製作された。ケシャとラッパーのニッキー・ミナージュがフィーチャーされているザ・ファム・ファタール・リミックスは2011年4月25日にリリースされた。後者には、ミナージュのラップとケシャによるダブステップのブレイクダウンが新たに追加された。批評家はザ・ファム・ファタール・リミックスに賛否両論の評価を与え、ケシャの参加を酷評し、ミナージュのラップと表記上の三者には一応の賛辞を贈った。「ティル・ザ・ワールド・エンズ」は大衆的な成功を収め、オーストラリア、カナダ、フランス、ニュージーランド、アメリカ合衆国を含む世界16か国でトップ10入りを果たしている。ザ・ファム・ファタール・リミックスは、アメリカ合衆国とカナダでのシングルのトップ5入りを後押しした。
この楽曲のミュージック・ビデオは2種類製作され、最初に公開されたディレクターズ・カットバージョンは2011年4月6日に発表された。レイ・ケイが監督を務めており、2012年12月21日に開催される地下ダンスパーティの様子が描写されている。批評家はビデオは2001年に発表された「アイム・ア・スレイヴ・フォー・ユー」に類似していると指摘した上で、肯定的評価を与えた。ビデオのコレオグラフィー・カットバージョンは2011年4月15日に公開された。スピアーズはテレビ番組『グッド・モーニング・アメリカ』と『ジミー・キンメル・ライブ!』に出演してこの曲を披露しており、また2011年のビルボード・ミュージック・アワードでも同様に披露されている。更にスピアーズは2011年のファム・ファタール・ツアーのアンコールでも楽曲のパフォーマンスを行っている。

## 経緯
音楽雑誌『スピン』の2011年2月11日号のなかで、ケシャはドクター・ルーク、マックス・マーティンとともに「ティル・ザ・ワールド・エンズ」という楽曲を『ファム・ファタール』のために補作していることを明らかにした。彼女は楽曲のインスピレーションについて、「この曲は彼女（ブリトニー・スピアーズ）や他の女性アーティストがツアーで世界中を飛び回っていることを想像して書いたの。ステージに出る夜は、最高に楽しくてまるで魔法のような夜になるわ。そんな日は寝るのが惜しくて、世界が終わるまでこのままで居たいっていう気分になる。そんな歌よ。」と語った。2011年3月2日、スピアーズはセーターとヒールを身につけ、カウチに座っているシングルのカバー・アートをDeezer.comに投稿し公開した。更にAmazon.deには30秒間の楽曲試聴が加わったことも確認された。「ティル・ザ・ワールド・エンズ」は2011年3月3日にオンラインにリークされ、その数時間後スピアーズは自身のツイッターアカウントで"Looks like the cat's out of the bag..."（秘密が漏れてしまったようね・・・）と投稿した。翌日の2011年3月4日10：00 EST (UTC 15:00)、スピアーズはラジオ番組『オン・エア・ウィズ・ライアン・シークレスト』に出演し、番組で楽曲を公式に解禁した。「ティル・ザ・ワールド・エンズ」は当初の計画より数日早められ、同日中にiTunesでもリリースされ入手可能となった。シングル化を受け、ケシャはMTV Newsに対し次のように話している：「他の何よりもまず、私は自分自身を作曲家だと捉えているの。だから、ポップ・ミュージックの偉大なアイコンのひとりに曲を提供できるなんて光栄だわ。」ライアン・シークレストとのインタビューの中で、スピアーズはこの曲を「ニュー・アルバムでの自分のお気に入り曲」と呼んでいる。

## 収録曲
| - デジタル・ダウンロード 1. ティル・ザ・ワールド・エンズ – 3:58 - デジタル・ダウンロード – ザ・リミキシーズ 1. ティル・ザ・ワールド・エンズ – 3:58 2. ティル・ザ・ワールド・エンズ (ブラッディ・ビートルーツ エクステンデットリミックス) – 4:06 3. ティル・ザ・ワールド・エンズ(ホワイト・シー エクステンテッド・クラブリミックス) – 4:50 4. ティル・ザ・ワールド・エンズ (キック・クラプ ラジオリミックス) – 3:41 5. ティル・ザ・ワールド・エンズ (アレックス・スアレス ラジオリミックス) – 3:56 6. ティル・ザ・ワールド・エンズ (フリスシア&ランボーイ クラブリミックス) – 9:57 7. ティル・ザ・ワールド・エンズ (バーシティ・チーム ラジオリミックス) – 4:15 8. ティル・ザ・ワールド・エンズ (カルマトロニック エクステンテッド・クラブリミックス) – 6:47 | - ドイツCDシングル 1. ティル・ザ・ワールド・エンズ – 3:57 2. ティル・ザ・ワールド・エンズ (インストルメンタル) – 3:57 - デジタル・ダウンロード – リミックス 1. "Till the World Ends" (The Femme Fatale Remix) featuring Nicki Minaj and Kesha – 4:44 - デジタル・ダウンロード – 4曲入り 1. "Till the World Ends" (The Femme Fatale Remix) featuring Nicki Minaj and Kesha – 4:44 2. "Till the World Ends" (Culture Shock Remix) – 4:02 3. "Dance Till the World Ends" (Video) – 3:52 4. "Till the World Ends" (Culture Shock Remix) (Video) – 3:59 |

## チャートと認定
| チャート（2011年）                     | 最高 順位 |
| -------------------------------------- | --------- |
| オーストラリア (ARIA)                  | 8         |
| オーストリア (Ö3 Austria Top 75)       | 43        |
| ベルギー (Ultratop 50 Flanders)        | 12        |
| ベルギー (Ultratop 50 Wallonia)        | 6         |
| カナダ (Canadian Hot 100)              | 4         |
| チェコ (Rádio Top 100)                 | 19        |
| デンマーク (Tracklisten)               | 7         |
| フィンランド (Suomen virallinen lista) | 6         |
| フランス (SNEP)                        | 8         |
| ドイツ (GfK Entertainment charts)      | 27        |
| ギリシャ (Billboard Greek Airplay)     | 18        |
| アイルランド (IRMA)                    | 7         |
| イタリア (FIMI)                        | 30        |
| オランダ (Single Top 100)              | 29        |
| ニュージーランド (RIANZ)               | 10        |
| ノルウェー (VG-lista)                  | 2         |
| ポーランド (ZPAV)                      | 1         |
| ロシア (Top Hit 100)                   | 1         |
| スロバキア (IFPI)                      | 8         |
| 大韓民国 (GAON) （洋楽チャート）       | 1         |
| スペイン (PROMUSICAE)                  | 11        |
| スウェーデン (Sverigetopplistan)       | 4         |
| スイス (Schweizer Hitparade)           | 7         |
| UK シングルス (OCC)                    | 21        |
| 全米 ビルボード Hot 100                | 3         |
| 全米 Hot Dance Club Songs (ビルボード) | 1         |
| 全米 Latin Pop Songs (ビルボード)      | 27        |
| 全米 Pop Songs (ビルボード)            | 4         |

| 国               | 認定     |
| ---------------- | -------- |
| オーストラリア   | プラチナ |
| デンマーク       | ゴールド |
| ニュージーランド | ゴールド |
| スウェーデン     | プラチナ |

## ラジオ解禁と発売日一覧
| 地域           | 情報          | 規格                                | レーベル         |
| -------------- | ------------- | ----------------------------------- | ---------------- |
| アメリカ合衆国 | 2011年3月4日  | ラジオ                              | ジャイブレコード |
| アメリカ合衆国 | 2011年3月4日  | デジタル・ダウンロード              | ジャイブレコード |
| アメリカ合衆国 | 2011年3月4日  | デジタル・ダウンロード              | ジャイブレコード |
| イギリス       | 2011年3月4日  |                                     | ジャイブレコード |
| アメリカ合衆国 | 2011年3月7日  | メインストリームラジオ              | ジャイブレコード |
| ドイツ         | 2011年3月11日 | デジタル・ダウンロード              | ジャイブレコード |
| ドイツ         | 2011年4月15日 | CDシングル                          | ジャイブレコード |
| アメリカ合衆国 | 2011年4月15日 | デジタル・ダウンロード – リミックス | ジャイブレコード |